# Fala sejsmiczna

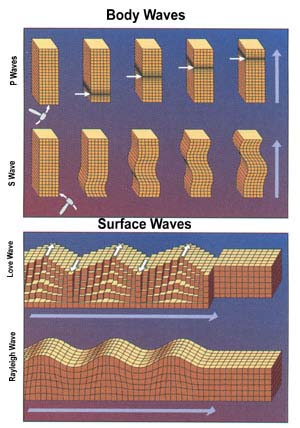
Fale: podłużna głębinowa, poprzeczna głębinowa, poprzeczna powierzchniowa o polaryzacji poziomej, poprzeczna powierzchniowa o polaryzacji pionowej

Fale sejsmiczne – fale sprężyste rozchodzące się w Ziemi. Mogą powstać wskutek wielu czynników, np. trzęsień ziemi, eksplozji materiałów wybuchowych, działalności górniczej, sztormów na morzu.
Prędkość fal sejsmicznych zależy od typu fal, gęstości ośrodka i jego współczynników sprężystości, które z kolei zależą od temperatury i ciśnienia. W warunkach normalnych prędkość fal podłużnych (P) w suchym piasku wynosi 400–1200 m/s, w dolomitach 3500–6500 m/s, granitach 4500–6000 m/s, w bazaltach 5000–6000 m/s, w wodzie 1450–1500 m/s, i w lodzie 3400–3800 m/s. W głębi Ziemi prędkość z reguły rośnie z uwagi na zwiększanie się współczynnika sprężystości ze wzrostem ciśnienia. Jednak na granicy z jądrem zewnętrznym prędkość fal P gwałtownie maleje z głębokością z uwagi na stopienie jądra. Jądro Ziemi, jako że jest płynne, nie przenosi fal poprzecznych.

## Charakterystyka
Rodzaje fal sejsmicznych:
- fale wgłębne (objętościowe) – rozchodzące się wewnątrz Ziemi,
  - fale podłużne (undae primae, P, dylatacyjne) – podczas przechodzenia tych fal materia drga w kierunku równoległym do kierunku rozchodzenia się fal; powodują ściskanie i rozciąganie skał, przez które przechodzą; mogą rozchodzić się również w płynach, w tym także w płynnym jądrze Ziemi. Fale P są najszybsze z fal sejsmicznych (stąd nazwa undae primae). Prędkość fal P wyraża się wzorem: VP=((λ + 2μ)/d)1/2 gdzie λ i μ oznaczają stałe sprężystości Lamégo, a d gęstość, czyli masę właściwą[1]. Prędkość fal P generalnie zwiększa się z głębokością od około 2 do 8 km/s w skorupie Ziemi aż do około 13 km/s na granicy z jądrem. W skorupie i górnym płaszczu Ziemi występują jednak warstwy z mniejszą prędkością fal (np. astenosfera).
  - fale poprzeczne (undae secondae, S, torsjonalne, skrętu) – drgania są prostopadłe do kierunku rozchodzenia się fal, są około 1,6 razy wolniejsze od fal podłużnych, mogą przemieszczać się tylko w ciałach stałych (zobacz cień sejsmiczny). Prędkość fal S wyraża się wzorem: VS=(μ/d)1/2.[1].
- fale powierzchniowe (undae longae, L) – rozchodzą się od epicentrum trzęsienia wzdłuż powierzchni Ziemi; ich amplituda maleje z głębokością. Prędkość tych fal zależy od ich długości. Są najbardziej katastrofalne w skutkach,
  - fale Rayleigha – powierzchniowa fala poprzeczna o polaryzacji pionowej, ruch cząstek odbywa się po elipsie ustawionej pionowo prostopadłej do kierunku biegu fali. Dla jednorodnej półprzestrzeni prędkość fali Rayleigha wynosi 0.91 VS.[1] W ośrodku uwarstwionym prędkość fal Rayleigha zależy od ich długości (patrz dyspersja fali).
  - fale Love’a – powierzchniowa fala poprzeczna o polaryzacji poziomej, ruch cząstek to drgania poziome, prostopadłe do kierunku rozchodzenia się fal. Fale te nie istnieją dla jednorodnej półprzestrzeni, ośrodek musi składać się z warstw. Prędkość fal Love’a zależy od ich długości – dyspersja fali.
  - Swobodne oscylacje Ziemi – (stojąca fala Rayleigha lub Love’a). Powstają przy silnych trzęsieniach ziemi, gdy fale powierzchniowe obiegną Ziemię i interferują ze sobą, dając falę stojącą[2].  Interferencja fal Rayleigha daje tzw. drgania sferoidalne, zaś interferencja fal Love’a daje drgania toroidalne. Okres podstawowego drgania sferoidalnego 0S2 wynosi ok. 54 minut, drgania 0S3 ok. 36 minut. Okres podstawowego drgania toroidalnego 0T2 wynosi ok. 44 minut [2].